# ۱۳ (پیش از میلاد)
۱۳ (پیش از میلاد) ۱۳مین سال قبل از تقویم میلادی است.